# Puente Buntun
El Puente Buntun es un puente en la ciudad de Tuguegarao propiamente dicha. Es el segundo puente más largo del país y ofrece una vista sin obstáculos del río Cagayán. Este puente de 1098 km de largo conecta la ciudad de Tuguegarao con los distritos Municipalidales segundo y tercero de la provincia de Cagayán y la provincia de Apayao. Buntun es considerado como el puente más largo de las Filipinas. Se extiende desde la ciudad de Tuguegarao a Solana, Cagayán y se extiende sobre el río Cagayán, la cuenca del río más grande de Filipinas.